# 22 км (зупинний пункт, Донецька залізниця)
22 км (Хімікатний) — пасажирська зупинна залізнична платформа Лиманської дирекції Донецької залізниці.
Розташована у смт Неліпівка, Бахмутський район, Донецької області. Платформа розташована на лінії Ясинувата — Костянтинівка між станціями Фенольна (2 км) та Кривий Торець (8 км).
На залізничній платформі зупиняються лише приміські поїзди.